# Graves (motorfiets)
Graves is een Brits historisch merk van motorfietsen.
De bedrijfsnaam was: J.G. Graves Ltd., Sheffield.
Graves maakte eenvoudige motorfietsen met 293cc-JAP-motor die door een Engels grootwinkelbedrijf onder de naam Speed-King of Speed-King-JAP werden verkocht. Waarschijnlijk werden de motorfietsen gebouwd bij Omega in Wolverhampton. De productie begon in 1914, maar toen de Eerste Wereldoorlog uitbrak verbood het Britse War Office de productie van motorfietsen en in 1915 werd deze beëindigd.